# Ròchas
Ròches (en francès Roches) és un municipi de França, a la regió de la Nova Aquitània, departament de la Cruesa. La seva població al cens de 1999 era de 389 habitants. Està integrada a la Communauté de communes de la Petite Cruesa.

## Demografia
| 1968 | 1975 | 1982 | 1990 | 1999 |
| ---- | ---- | ---- | ---- | ---- |
| 535  | 484  | 463  | 420  | 389  |

## Administració
| Període | Identitat     | Partit |
| ------- | ------------- | ------ |
| 2001-   | Sylvie Martin |        |